# 코파 두 노르데스치
코파 두 노르데스치 (한국어로 북동컵)은 캄페오나투 두 노르데스치, 코파 노르데스치 등으로 알려진 브라질의 축구 컵 대회이다. 브라질의 노르데스치 지방을 연고로 한 팀들이 참가한다.

## 역대 우승팀
| 시즌             | 우승            | 준우승               |
| ---------------- | --------------- | -------------------- |
| 1976             | 비토리아        | 아메리카 FC          |
| 중단 (1977~1993) |                 |                      |
| 1994             | 스포르트 헤시피 | CRB                  |
| 중단 (1995~1996) |                 |                      |
| 1997             | 비토리아        | 바이아               |
| 1998             | 아메리카 FC     | 비토리아             |
| 1999             | 비토리아        | 바이아               |
| 2000             | 스포르트 헤시피 | 비토리아             |
| 2001             | 바이아          | 스포르트 헤시피      |
| 2002             | 바이아          | 비토리아             |
| 2003             | 비토리아        | 플루미넨스 지 페이라 |
| 중단 (2004~2009) |                 |                      |
| 2010             | 비토리아        | ABC                  |
| 중단 (2011~2012) |                 |                      |
| 2013             | 캄피넨시        | ASA                  |
| 2014             | 스포르트 헤시피 | 세아라               |
| 2015             | 세아라          | 바이아               |